# Парламентские выборы в Туркменистане (1994)
Первые в истории независимой Туркменистана парламентские прошли 11 декабря 1994 года. Кандидаты боролись за место в новом парламенте страны — в однопалатном Меджли́се, пришедшего на место Верховного Совета, действовавшего с 1938 года.
После последних выборов в Верховный Совет Туркменской ССР 1990 года, республиканский парламент состоял из 175 депутатов. После принятия новой Конституции Туркменистана 18 мая 1992 года, число депутатов Верховного Совета было сокращено до 50, а сам парламент уже тогда был переименован из Верховного Совета (Ýokary Sowet) в Меджлис (Mejlis). К тому же, все места того же «нового-старого» созыва заняли члены Демократической партии Туркменистана, ставшие членами этой партии после запрета и роспуска Коммунистической партии Туркменской ССР. 13 мая 1994 года был принят новый закон о выборах, по которому проводились эти выборы 1994 года.

## Система выборов и участники
Выборы проходили в 50 одномандатных избирательных округах, по мажоритарной избирательной системе с методом абсолютного большинства. На выборах участвовала только Демократическая партия Туркменистана (пришедшая на замену Коммунистической партии Туркменской ССР) — единственная официально зарегистрированная и легальная на тот момент политическая сила в стране. Лидером Демократической партии являлся лично президент страны — Сапармурат Ниязов.
Остальные политические партии и движения, существовавшие в то время в республике не были зарегистрированы и легализованы. К примеру, национал-демократическая Народно-демократическое движение «Агзыбирлик», марксистско-ленинская Коммунистическая партия Туркменистана, либерально-демократическая Партия демократического прогресса Туркменистана, левоцентристская Крестьянская партия Туркменистана, исламистская Партия исламского возрождения Туркменистана, националистическая Туркменская партия, а также независимые и беспартийные кандидаты не были допущены к выборам. Некоторые из них открыто и без объяснения причин были не допущены к выборам, другие кандидаты были вынуждены снять свои кандидатуры из-за угроз и реальных преследований со стороны властей. Кандидаты несмотря на их членство в Демократической партии, всё равно проходили жёсткий контроль и проверку на лояльность властям, и в результате за 50 мест в Меджлисе боролись всего 51 кандидат, то есть практически во всех (в 50 из 51) избирательных округах за место «боролись» только безальтернативные кандидаты.

## Результаты
Явка на выборах по официальным данным составила рекордные 99,8 %. Стало достаточным проведение одного тура. Как и ожидалось, все 50 мест в новом парламенте заняли члены крупнейшей и единственно легальной политической партии — Демократической партии Туркменистана, за которую проголосовало 2 миллиона 8 тысяч 701 человек. На бюллетенях отсутствовала графа «Против всех». Лишь 78 бюллетеней были признаны недействительными или испорченными. Таким образом, в отличие от всех постсоветских республик, Туркменистан стал единственной постсоветской республикой, сохранившей фактически однопартийную систему.
| Партия                                 | Голосов   | В %   | Места |
| -------------------------------------- | --------- | ----- | ----- |
| Демократическая партия Туркменистана   | 2 008 701 | 100 % | 50    |
| Недействительные/испорченные бюллетени | 78        | -     | –     |
| Всего голосовавших                     | 2 008 779 | 99,8  | 50    |
| Всего электората                       | 2 013 423 | 100   | –     |
| Источник:                              |           |       |       |

Своё первое заседание новоизбранные депутаты Меджлиса Туркменистана провели 26 декабря того же года, в котором председателем парламента был избран Сахат Мурадов (естественно от Демократической партии).
Меджлис Туркменистана I созыва как и Верховный Совет последнего созыва стал абсолютно ручным, полностью зависел и являлся игрушкой в руках президента Сапармурата Ниязова, не имея внутри себя даже намёка на оппозицию. Полностью молчаливый, напуганный и ручной зависимый парламент молодого независимого Туркменистана критиковался, как преследуемой властями реальной туркменской оппозицией, так и международными организациями, став одним из инструментов для укрепления диктатуры, тоталитаризма и изоляционизма в постсоветском Туркменистане.